# Ebriedad

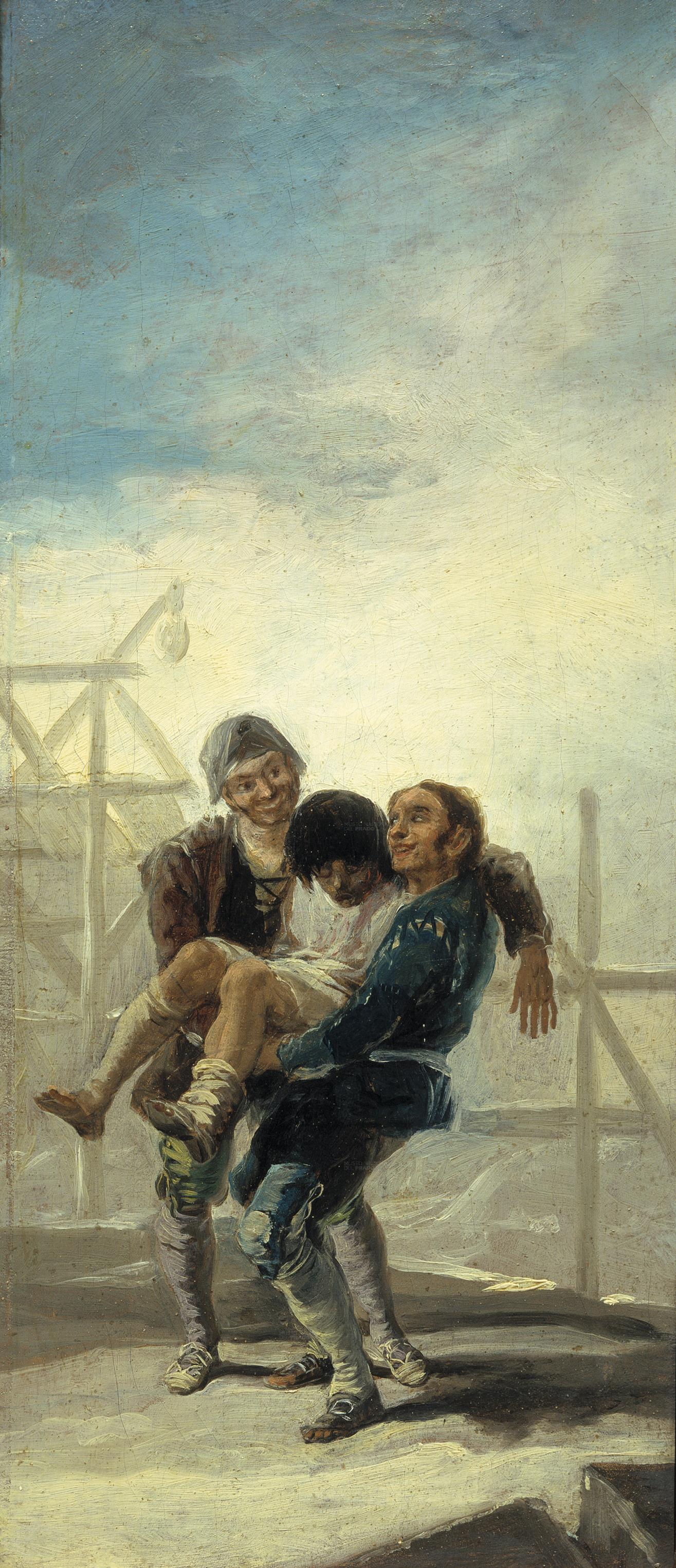
El albañil borracho, de Francisco de Goya, 1786

La ebriedad, embriaguez, borrachera o intoxicación etílica es un estado fisiológico inducido por el consumo excesivo de alcohol.
La intoxicación es consecuencia de la ingestión de alcohol en el torrente sanguíneo más rápidamente de lo que el hígado puede metabolizarlo. Algunos de los efectos de la intoxicación por alcohol (como la euforia y las inhibiciones sociales bajas) son fundamentales para la deseabilidad del alcohol como bebida y su historia como la droga recreativa más extendida del mundo. A pesar de este uso generalizado y la legalidad del alcohol en la mayoría de los países, muchas fuentes médicas tienden a describir cualquier nivel de intoxicación como una forma de envenenamiento, y algunas religiones lo consideran un pecado.
Los síntomas de la intoxicación alcohólica incluyen euforia, enrojecimiento de la piel y disminución de la inhibición social en dosis bajas, mientras que en dosis más altas se producen severos problemas de equilibrio, descoordinación muscular (ataxia), merma en la capacidad de toma de decisiones (que puede conducir a un comportamiento violento o irregular), así como náuseas o vómitos a partir del efecto perjudicial del alcohol en los conductos semicirculares del oído interno, además de irritación química de la mucosa gástrica.
La intoxicación alcohólica aguda, considerada emergencia médica, es un término médico utilizado para indicar una concentración de alcohol en sangre peligrosamente alto, tanto como para inducir el coma, depresión respiratoria e incluso la muerte, debido al efecto depresor del alcohol sobre el sistema nervioso central.
La causa de este estado no es el alcohol etílico en sí sino el acetaldehído, compuesto que se forma al metabolizarse el alcohol dentro del organismo.

## Actitudes culturales

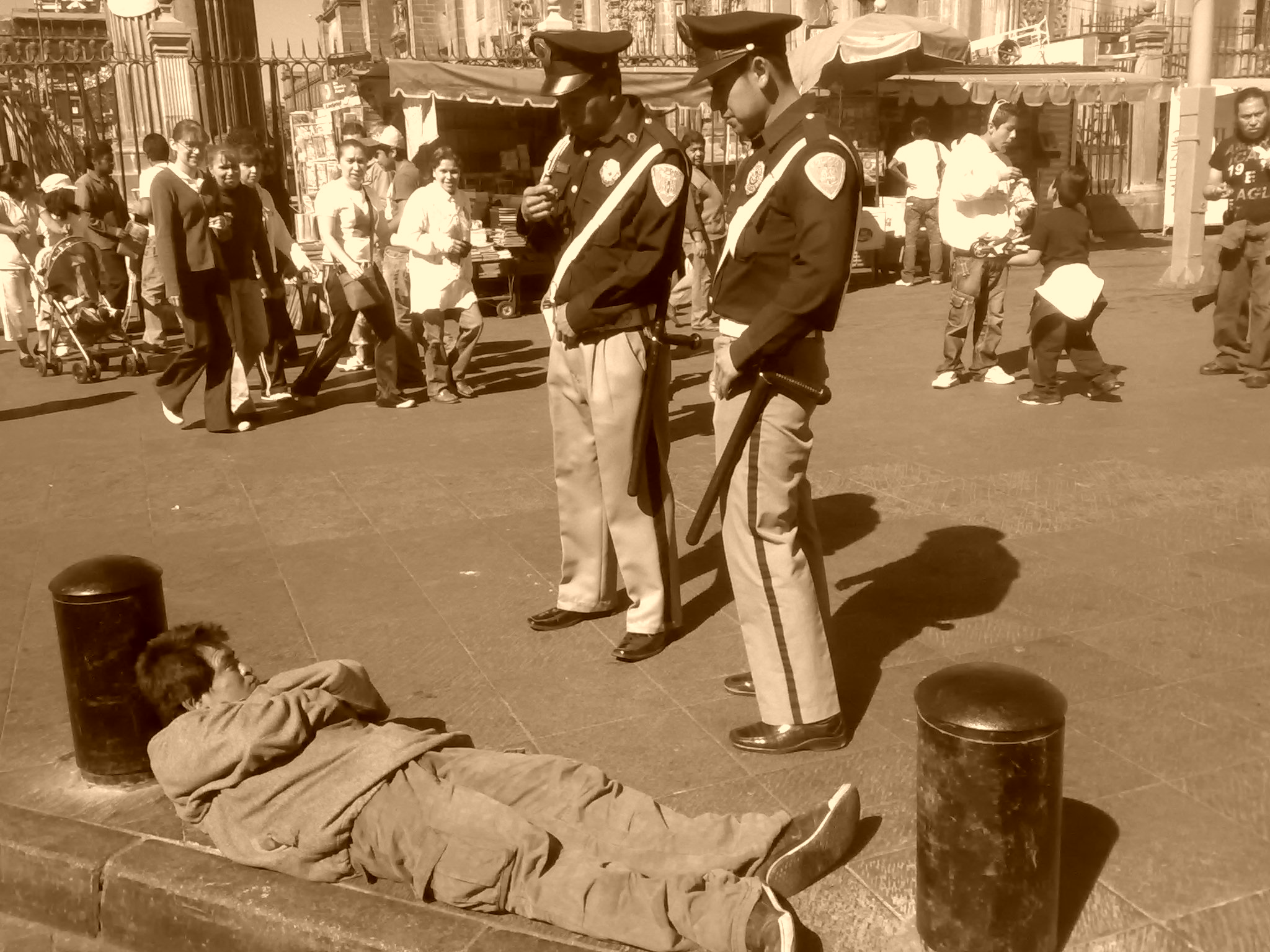
Policías observando a un borracho en México.

Muchas sociedades tienen estereotipos culturales asociados con la ebriedad; mientras algunos consideran a aquellos capaces de beber grandes cantidades de alcohol como dignos de respeto, otros lo consideran como un serio problema moral.[cita requerida] Discutiblemente, tal actitud se puede abordar como una patología, puesto que puede conducir al alcoholismo. En muchos lugares públicos donde se consumen bebidas alcohólicas tales como los bares, el hecho de rechazar su consumo puede ser interpretado como negativo y por lo tanto puede generar la desaprobación social del grupo. Sin embargo, una persona intoxicada con alcohol frecuentemente se considera incapaz de controlar sus límites naturales de consumo y por consiguiente puede ser tratada con desconsideración, debido a las molestias que puede ocasionar su estado. Asimismo, la conducción de un vehículo en estado de ebriedad se encuentra prohibida en la mayoría de las normativas referentes al tránsito, pudiendo ser incluso considerada como agravante para posteriores acciones legales, siendo además una de las causas por factores humanos más comunes de los accidentes de tráfico.

Los primeros síntomas de la embriaguez normalmente son considerados positivos, por lo menos inicialmente. Cuando los efectos disminuyen, comienza una resaca asociada con la ebriedad, como resultado de la deshidratación y agotamiento.
Los antiguos griegos creyeron que podían prevenir la ebriedad al poner un pedazo de amatista en los vasos o en la boca mientras se bebía. Y de hecho, el nombre de la gema se refiere a esta creencia (en griego antiguo a-methyst significa 'no intoxicado').

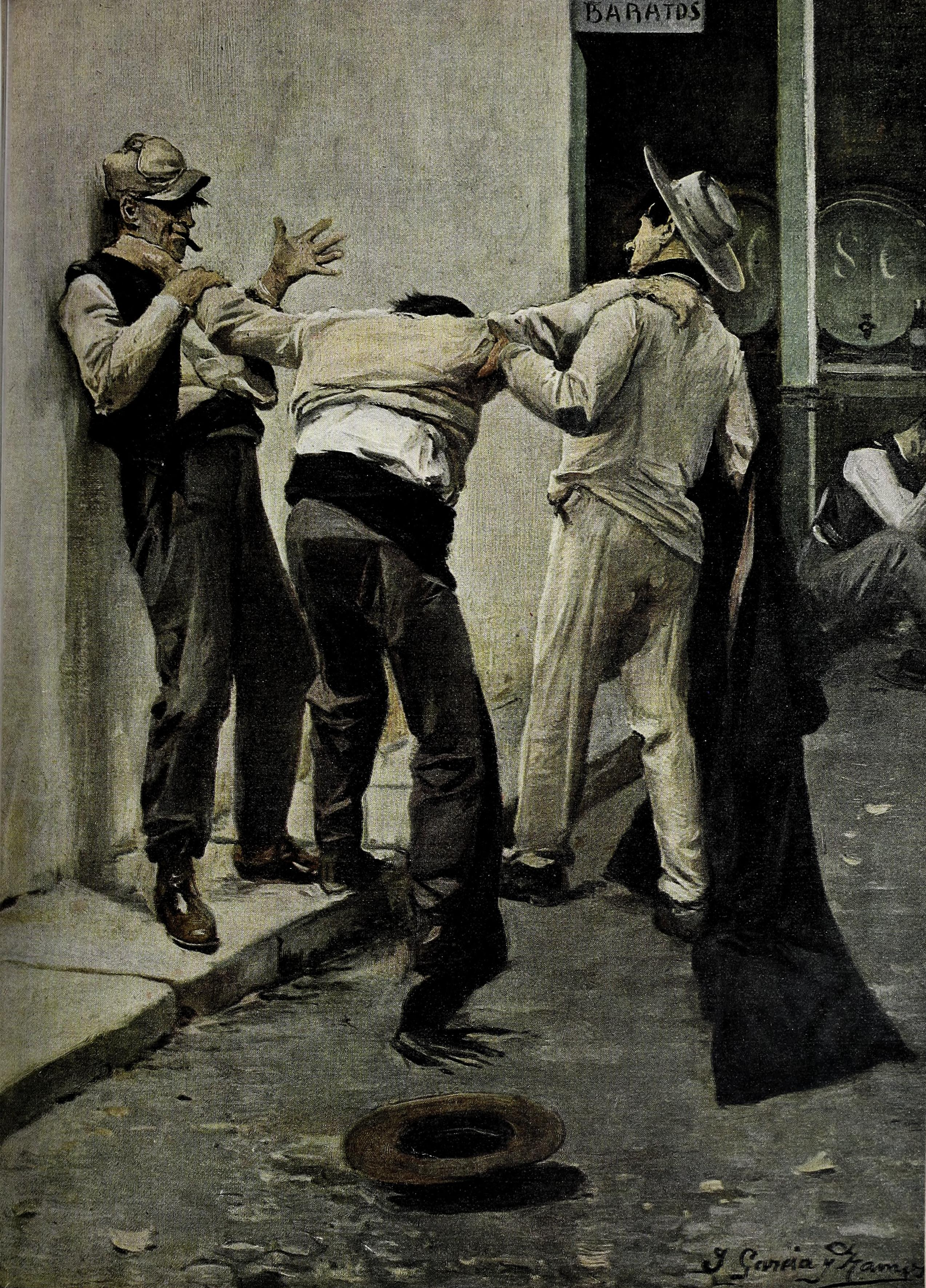
Desgravación en los vinos, por J. García y Ramos.

Muchas religiones desalientan o prohíben el consumo del alcohol. El Corán, el libro del Islam, declara que Dios prohíbe a la humanidad el consumo del alcohol debido a los efectos dañinos para el cuerpo, para la vida y la familia del consumidor, por los problemas sociales que acarrea y la distracción del pensamiento hacia Dios. La Iglesia católica no prohíbe el consumo del alcohol si se hace dentro de la moderación, según el catecismo de la Iglesia en el párrafo 2290:[cita requerida]

La virtud del temple nos dispone a evitar todo exceso: el abuso del alimento, del alcohol, del tabaco o de la droga. Incurren en culpabilidad grave quienes, por embriaguez o amor por la velocidad, ponen en peligro su propia seguridad y la de otros en el camino, en el mar o en el aire.

 Asimismo en el libro de Proverbios capítulo 31 versículo 6 aparece el siguiente texto: 

Dad la cerveza al desfallecido, Y el vino a los de amargo ánimo: Beban, y olvídense de su necesidad, Y de su miseria no se acuerden más.

Los budistas se abstienen del alcohol para evitar dañar a otros inadvertidamente. La intoxicación de la mente también está en desacuerdo con la enseñanza de la meditación.
En las grandes capitales es frecuente el alcoholismo entre los jóvenes, que empiezan a consumir tempranamente a través de la práctica del botellón.